# Roomijs
Roomijs is een variant van consumptie-ijs dat in diverse Europese landen wettelijk minimaal 5% melkvet dient te bevatten. Tot 2009 diende roomijs in Nederland voor ten minste 8% uit melkvet te bestaan. Roomijs is in Nederland een beschermde aanduiding krachtens de Warenwet.
Andere varianten van consumptie-ijs zijn: melkijs (2,5% melkvet), Italiaans ijs (luchtig geklopt waterijs zonder melk met veel fruitpuree of vruchtensappen), granite (hard vruchtenijs op basis van suikersiroop) en parfait (een luchtige variant van roomijs).

## Bereiding
Roomijs bestaat uit room, melk en suiker. Het is onder meer in Nederland wettelijk bepaald dat roomijs enkel vet mag bevatten van melk en geen enkel ander eiwit mag bevatten anders dan melkeiwitten. Er worden vaak eidooiers toegevoegd aan roomijs, waarmee het dan geen roomijs meer genoemd mag worden. Voor vanille-ijs wordt de melk gekookt met vanillestokjes. Eventueel wordt het merg uit de vanillestokjes toegevoegd aan de melk, wat kleine zwarte puntjes in het ijs geeft, als teken dat het ijs van echte vanille is gemaakt. Het roomijsmengsel wordt in een ijsemmer al draaiende bevroren. Het kan direct na het draaien als "vers ijs" of "softijs" worden genuttigd, maar het verdient de voorkeur om het ijs 12 uur te laten rijpen in de vriezer.

## Beroemde recepten
Dame blanchevanilleroomijs met warme chocoladesaus.
Pêche melbavanilleroomijs met gepocheerde perziken en aardbeiensaus, in 1892 ontwikkeld door Auguste Escoffier en genoemd naar de Australische zangeres Nellie Melba (1861-1931).
Poire belle Hélènevanilleroomijs met gepocheerde peren, bedekt met vruchtengelei en chocoladesaus.
Aardbeien RomanoffAardbeien en Grand Marnier of een andere likeur, soms gecombineerd met roomijs. Waarschijnlijk vernoemd naar de Russische tsarenfamilie.
Lady Sundevanilleroomijs met ananas, een halve perzik en vruchtengelei.
Banana splitroomijs met twee halve bananen

## Gelato
Gelato en roomijs zijn niet hetzelfde. Beide vertrekken van dezelfde hoofdingrediënten, maar zijn verschillend qua hoeveelheden en manier van prepareren. Bij gelato worden geen of minder eieren gebruikt. Gelato is minder vet en wordt op een lagere snelheid geklopt, waardoor er minder lucht in zit. Ook wordt gelato op een minder lage temperatuur geserveerd (-13°C) dan roomijs (-20°C).